# مؤشر انقطاع التردد
مؤشر انقطاع التردد (CAIFI)  هو مؤشر اعتمادية يستخدم من قبل مرافق الطاقة الكهربائية . ويستخدم مع مؤشر النظام لقياس متوسط مدة الإنقطاع و مؤشر العملاء لقياس متوسط مدة الإنقطاع لتقييم قدرة النظام على القيام بمهمته المنوط بها ضمن شروط عمل محددة خلال فترة زمنية معينة .

ويشير إلى عدد العملاء الذين تأثروا بانقطاع التيار الكهربي ويمكن حسابه باستخدام المعادلة التالية :
{\displaystyle {\mbox{CAIFI}}={\frac {\mbox{Total Number of Customer Interruptions}}{\mbox{Number of Distinct Customers Interrupted}}}}